# ボーダー・コミュニティー
ボーダー・コミュニティー（Boder Community）は、ジェームス・ホールデンの主催するレコード・レーベル。
2003年の発足以来、エレン・アレンやDJ KOZE、DJ T等、世界のDJ達から高い評価を得ている。
公式ウェブサイトにも書かれている通り、ボーダー・コミュニティーの音楽はミニマルやテクノ、ハウス、エレクトロニカ、トランスなどあらゆるジャンルのダンス・ミュージックの要素を詰め込んであり、カテゴリーに属さないダンス・ミュージックである。ベッドルームからダンスフロアまでというコンセプトの下で、ダンサブルな曲からリラックスできるスローテンポな曲までをリリースする。これは「ボーダー・コミュニティー・スタイル」と呼ばれ、2000年代のクラブ・ミュージック・シーンに大きな影響を与えた。

## 3 beat recordsの倒産
2007年12月に、ボーダー・コミュニティーのディストリビューターであった「3beat records」と「Amato Distribution」が倒産した。これは従来のレコード・CD偏重からMP3などのデジタル媒体への需要のシフトによるものと思われるが、ボーダー・コミュニティーの旧譜をレコードやCDで入手することは難しくなった。ダウンロードではBeatportなどを通じてほぼすべての楽曲を入手できる。

## 2008年 border community japan tour
2008年6月に長野県木曽郡木祖村こだまの森をはじめ、Colors Studio、JB's TRIANGLEなどのクラブでジェームス・ホールデン、ネイサン・フェイク、ピーター（Petter）が日本ツアーを行った。

## ディスコグラフィ
- [01BC] holden - a break in the clouds
- [02BC] nathan fake - outhouse
- [03BC] the mfa - the different it makes
- [04BC] avus - real
- [05BC] petter - six song ep
- [06BC] nathan fake - the sky was pink
- [07BC] dextro - do you need help
- [08BC] extrawelt - soopertrack / zu fuss
- [09BC] fairmont - gazebo / gazelle
- [10BCR] nathan fake - drowing the sea of love remixes
- [10BC] nathan fake - drowing the sea of love
- [11BC] lazy fat people - big city / dark water
- [12BC] petter - some polyphony
- [14BC] holden - the idioits are winning
- [15BC] mistress barbara - barcelona
- [16BC] avus - spnkr
- [17BC] nathan fake - you are here
- [18BC] ricardo tobar - el sunset
- [19BC] fairmont - flight to albatross
- [20BC] fairmont - coloured in memory
- [21BC] luke abbott - tuesday ep

なお、キリスト教で縁起が悪いとされる13を用いた13BCは欠番である。